# 東方萃夢想 〜 Immaterial and Missing Power.
『東方萃夢想 〜 Immaterial and Missing Power.』（とうほうすいむそう インマテリアル・アンド・ミッシング・パワー）とは、同人サークル黄昏フロンティア及び上海アリス幻樂団製作の対戦型格闘ゲームである。
本作品は黄昏フロンティアによる東方Projectの二次創作ゲーム開発の許諾申請に対して、上海アリス幻樂団が二次創作ではなく共同開発にする提案をした公式作品であり、公式に東方Project第7.5弾と呼ばれている。本作品は東方Project第8弾である『東方永夜抄 〜 Imperishable Night.』よりも後に発表されたのだが、作中のシナリオが東方Project第7弾『東方妖々夢 〜 Perfect Cherry Blossom.』と第8弾『永夜抄』の間の出来事である為、第7.5弾となっている。
本項では、以降は『萃夢想』と称することとする。その他の本項で使用されている東方Project関連の略称については、東方Project#凡例を参照。

## 概要
本作は東方Projectの登場人物を起用した対戦型格闘ゲームである。ゲーム制作は黄昏フロンティアが担当し、ZUNは監修および、テキスト部分（必殺技名などを含めて言葉になっている部分は全て）・技や服装などの設定・一部の楽曲やシステムグラフィック・ジャケットとCDレーベル・新規登場人物などを担当している。登場人物は『永夜抄』の自機である8人に『東方紅魔郷 〜 the Embodiment of Scarlet Devil.』の4面のボスキャラである「パチュリー・ノーレッジ」と新規の1人を加えた10人。公式サイトで配布されているパッチを適用し、ある条件を満たすと『紅魔郷』3面ボスの「紅美鈴」が追加され11人になるが、ストーリーモードには登場せず対戦専用である。
2004年4月2日に製作発表がなされ、博麗神社例大祭（4月18日）にて動作試験版（CD-R）、コミックマーケット66の3日目（8月15日）にて体験版（プレスCD）が頒布され、コミックマーケット67の2日目（12月30日）にて完成版が頒布され同日に同人ショップ委託販売も開始された。

## あらすじ
『妖々夢』で発生した異変（春雪異変）が解決し、長い冬が終わった幻想郷。博麗霊夢ら少女たちは、終わることなく3日置きに宴会を繰り返していた。さらに、この宴会の度に怪しい妖霧が発生していた。終わらない宴会と霧に少女たちは不審を募らせ、異変の原因を突き止めようと動き出した。この異変の発生は、新聞記者の射命丸文により新聞記事にされ、その記事には「三日置きの百鬼夜行」とタイトルが付けられている。
異変の犯人は、幻想郷からは消えたはずの種族である鬼の伊吹萃香。春雪異変の影響で花見の宴会を眺めて楽しめる期間が短かったことを不満に思い、自分の能力で幻想郷中に自らを霧のように拡散させるとともに、人妖たちの心を萃（あつ）めることで宴会を何度も行わせるように仕向けていたのだった。
幻想郷では鬼退治の方法が失われており、少女たちは鬼を退治することはできなかった。しかしその後、霧は無くなり、宴会の回数も徐々に減っていった。

## 基本システム
本作は弾幕対戦型格闘ゲームというジャンルの違いから、システム面では大幅な違いが見られる。

### 自機
まず、性能の異なる複数の登場人物のうち1人を選択。その後、スペルカードを二枚選択する（スペルカードについては後述）。始めは6人しか選択できないが、条件を満たすことで選択可能な人物が増えていき、最終的には11人が選択可能となる。

### 特殊動作
ダッシュ、高速ジャンプ
移動キーの二連続入力、もしくはDボタン＋移動キーでダッシュ、空中ダッシュ、高速ジャンプが可能。空中ダッシュは通常2回、レミリアのみ3回までの回数制限がある。ダッシュ中、空中ダッシュ中、及び高速ジャンプの上昇中は後述するグレイズ状態になる為、本作で最も重要な回避手段の一つ。
グレイズ
上述のダッシュ、空中ダッシュ、高速ジャンプ上昇中の他、一部攻撃技の発動中等に付与される状態。射撃属性の攻撃（いわゆる飛び道具）に接触した場合、グレイズ（Graze、カスり）となり、ダメージを受けない。この為本作では、一見回避不能な射撃弾幕に対し、ダッシュで突っ込むと言う選択が基本となる。ただし、グレイズ無効の（射撃属性でない）飛び道具も存在する。
霊撃（ボム）
ボムを使用して敵を吹き飛ばす攻撃。攻撃範囲は狭いが一定時間無敵、ガード中や攻撃をキャンセルして発動させる事もできる。これを利用して連続攻撃（コンボ）を継続したり、ガードキャンセルで敵の連続攻撃から脱出したりする事に用いられる。
ガード
立ち（上段）ガード、しゃがみ（下段）ガード、空中ガードの3種類に分別されるが、適切でないガードを行った場合でも、ガードが可能になっている（下段攻撃を立ちガードする等）。しかし、不適切なガードを行ったり、射撃攻撃をガードした場合、後述の霊力が減少する。
クラッシュ攻撃
通常の攻撃よりも威力が高い。ガードされた場合でも、相手がガード方向を間違えると一撃で霊力を0にすることができる。
カード宣言
スペルカードを使用するために必要な動作。カード宣言を行うと、自分の体力ゲージの赤く表示された部分が回復し、一定時間スペルカードを使用した攻撃が可能となる。詳細は後述。

### パラメータ関係
残機
ストーリーモードのプレイヤー側にのみ設定されている。カードをすべて失うと減少し、残機が無い状態でカードを全て失うとゲームオーバーとなる。残機を消費したとしても、それまでに敵に与えたダメージはそのままに戦闘が続行出来る。初期状態は2機で、特定面でエクステンドが発生し、最大4機まで増加する。
ライフ
敵の攻撃を受けると減少し、無くなるとカードを失う。
符力
攻撃を当てる、受ける、ガードする、グレイズする等で増加し、スペルカード攻撃を行うと消費する。最大9までストック可能。
霊力
飛び道具、スペルカードを使用する、飛び道具をガードする、不適切なガードを行う等で減少、時間経過で自動的に回復する。無くなると一定時間「ひるみ」状態となり、一定時間行動不能になる他、ガードしてもダメージを受けるようになり、空中ガードも不能になる。「ひるみ」状態になるとプツっと切れたような音がする。
この後霊力ゲージが赤色になり回復し続けるが、完全に回復して「チン」といった音がしてゲージが青色に変わるまで霊力切れ状態は継続され、その間はゲージがたまっているように見えても飛び道具は使えず、ガードしても削りダメージが発生、不適切なガードを行った場合ガードが失敗、空中ガード不能になるなど様々なデメリットが発生する。

## スペルカードシステム
『萃夢想』のスペルカードシステムも、他の作品と比較すると大幅な違いが見られる。

### 概要・勝敗ルール
自機キャラ選択後、所持するスペルカードを選択する事になる。カードは1キャラあたり6枚、壱符と弐符の2枚3種から1枚ずつ選んでゲーム開始する。始めは壱符を使って戦い、ライフが無くなるとカードを失う。その後は弐符を使って戦う事となり、弐符を失うと敗北となる。

### カードの使用
カードを使用するには「符力」が必要で、符力が1以上溜まっていれば「カード宣言」を行う事ができる。この宣言が行われてから一定時間内（宣言時の符力に比例する）に所定のコマンドを入力することで、スペルカードが効果を発揮する。いわゆる「超必殺技」のようなものである。符力の数字の部分の回数だけ使用可能である。尚、カード宣言は一度行うと、自分か相手がカードを失う（一般的な格闘ゲームの呼び方で「一本とる」）までは再度宣言することができない。そして、その"一本"が終わるまで自分の符力の伸びが遅くなる。また、カード発動時にも符力と霊力を消費し、隙を生じる。

### ストーリーモードでのスペルカード
ストーリーモードの敵CPUが使用するスペルカードは、壱符・弐符の概念が無く、3枚以上のスペルカードを所持している場合も多い。発動も敵のライフを一定量減らした時に自動的に発動する。
発動すると制限時間が表示され、時間内に敵のライフを規定以下にすればスペルカード取得、霊撃やボムを使用せず取得できれば純取得となる。
基本的にグレイズや回避を前提とした高誘導、高密度、広範囲への弾幕攻撃が殆どであり、スペルカード発動中のCPUはスーパーアーマー状態になっており、攻撃を当てたとしてもよろけず、さらにダメージを半減してしまう。スーパーアーマーが解除される攻撃の合間にこちらの攻撃を当てて行くのが基本だが、中には常時スーパーアーマー状態となるスペルカードも存在する。
制限時間を過ぎても攻撃は続行され、必ず敵のライフを減らして突破する必要がある。

## 登場人物

### 新規の登場人物
ここでは、『萃夢想』が初出の登場人物を解説する。
伊吹 萃香（いぶき すいか）
幻想郷に現れた鬼。頭には長くねじれた2本の角が生えている。金髪で後頭部には大きな赤いリボンを結んでいる。
かなりの呑んべぇで、いつも酒を呑んでは酔っており、『萃夢想』と『緋想天』と『非想天則』（『緋想天』のアペンドディスクとして使用時）のゲーム中のドット絵では常に前後にフラフラしている。本人曰く「何百年も前から酒呑み」。体は小さいが、見かけによらずかなりの怪力であり、妖怪の山をも崩せると豪語しているらしい。性格的にはやや自分勝手で誠実さに欠け、鬼の中では「異端児」とされている。
「伊吹瓢」という瓢箪を持っており、この瓢箪は酒虫という少量の水を多量の酒に変える生物の体液が塗布されていることによって酒が無限に沸き出るようになっている。ただし、転倒防止のためのストッパーが付いており、一度に出る酒の量は瓢箪の大きさ分のみである。
彼女の持つ「密と疎を操る程度の能力」は、あらゆるものの密度を自在に操る能力である。物質の密度を高めればそれは高熱を帯び、逆に密度を下げれば物質は霧状になる。使用するスペルカードや技の中には、自分の小さな分身を作り出したり、体を巨大化させたりするものなどがある。体を霧状にすることも可能で、このとき相手は全く手出し出来ない状態になり、一方的に戦う事が可能となる。『萃夢想』では幻想郷を覆うほど薄く広がって幻想郷中の出来事を眺めるようなこともしている。さらには人々の意識といった形を持たない物を集めることも可能であり、『萃夢想』の異変はこの能力の影響である。なお、満月が映っている天（天蓋）を砕き、大爆発して降り注いだ月の欠片を霧状にして再び元に戻したことがあるが、この能力による仕業かは明言されていない。萃香を剣で斬った魂魄妖夢は「剣の手ごたえがおかしい」と発言している。
幻想郷に現れる前は地底に住んでいた。それ以前は妖怪の山に住んでいたようで、「山の四天王」の1人とされていた。鬼は「妖怪の山」の天狗や河童の上司にあたる存在であったため、山の妖怪は今でも萃香に対しては頭が上がらない状態である。『萃夢想』のいくつかのエンディングで博麗神社で過ごす様子が描かれている。『求聞史紀』では妖怪の山が主な活動場所とされているが、『緋想天』で妖怪の山を訪れた際には「懐かしい」と発言している。『三月精 第2部』第18話では地底にある鬼の国と行き来している。また、『緋想天』では天界を訪れ、比那名居天子に天界の一部を自分に割譲するよう要求して天子と戦い、萃香がこの戦いに勝利したため、現在は天界にも居座っている状況である。
『萃夢想』では、西行寺幽々子が『妖々夢』で春を集めてしまったせいで桜の季節が梅雨前の短い期間だけとなり宴会が減ったことを不満に思い、能力で人を集め霊夢たちに3日おきに宴会を行わせ、その騒ぎで他の鬼たちを幻想郷に戻らせようとした。
八雲紫のことは「信用しちゃ駄目」「存在自体がインチキ」など述べているが、親しい友人関係にある。『地霊殿』では、サポート妖怪として博麗霊夢に力を貸している。同じ四天王の一人であった星熊勇儀とも仲がよい。
かつて幻想郷には鬼が住んでいたが、その後、鬼はいなくなり、いつしか幻想郷では鬼退治の方法が失われてしまった。萃香は鬼なので、現在の幻想郷では誰にも退治ができない存在となっている。しかし萃香は、少なくとも戻ってきてからは、かつて幻想郷の鬼が人間に対して行なってきた「人攫い」をしていないらしい。『萃夢想』萃香ルートのエンディングによれば、これは萃香が未熟なのではなく、霊夢の能力（本人たちに自覚は無い）によるものとされている。
彼女が身に纏っている鎖は「鬼」のイメージを表し、丸・三角・四角の分銅はそれぞれ「密」「疎」「萃香自身」を表している。

### 既存の登場人物
ここでは、『萃夢想』が初登場ではない登場人物を解説する。
3日に一度開かれる宴会と、その度に高まっていく妖気を怪しく思った自機が、次の宴会までの3日間で調査を行う。ストーリーモードは全7面で、それまでにコンティニューしていた場合、5面、及び6面でバッドエンディングが発生する。
博麗霊夢
博麗神社の巫女。宴会に不吉な予感がした為、怪しい人物を手当たり次第攻撃していく。博麗神社が宴会場になっている事に頭を痛めている。
霧雨魔理沙
魔法使い。怪しい妖気を不審に思い、調査に向かう。宴会の幹事をしている。
十六夜咲夜
紅魔館のメイド。宴会のたびに高まる妖気を不審に思い、調査に向かう。
アリス・マーガトロイド
魔法使い。妖気を不審に思う。人間達が動かない為仕方なく調査に向かう。
パチュリー・ノーレッジ
魔女。普段は自分から行動する事は無いのだが、今回の宴会騒動を受け重い腰を上げる。
魂魄妖夢
半人半霊。霊夢と同様、怪しい人物を手当たり次第斬っていく。
レミリア・スカーレット
吸血鬼。以前の異変の犯人である為、霊夢等からは今回の騒動でも犯人だと疑われ（決め付けられ）ている。
対戦モードでレミリアを選択すると、昼のステージを選択しても強制的に夜か室内ステージになる。これは、レミリアの「日光に弱い」という設定の反映である。
西行寺幽々子
亡霊。以前の異変の犯人である為、紅魔館の面々からは今回の騒動でも犯人だと疑われ（決め付けられ）ている。
八雲紫
境界を操る妖怪。6面ボス。騒動を追う面々を萃香に会わせる。紫のストーリーモードでは、各人から酒類を奪っていく内容になっている。
紅美鈴
紅魔館の門番。黄昏フロンティアのホームページが公開しているパッチを当てると追加される。ストーリーモードは無い。また対戦モードにおける会話も、美鈴に関する部分だけは黄昏フロンティアのメンバーが書き下ろしている。
自機ではないが、一部の技（スペルカード）やストーリーモードのエンディングで登場する人物は以下の通り。
- 八雲藍
- 橙

## 曲目リスト
1. 萃夢想 - 作曲：U2
2. 東方妖恋談 - 作曲：ZUN、アレンジ：NKZ
3. 少女綺想曲 〜 Capriccio - 作曲：ZUN、アレンジ：U2
4. 恋色マジック - 作曲：ZUN、アレンジ：NKZ
5. 魔女達の舞踏会 - 作曲：ZUN、アレンジ：U2
6. メイドと血の懐中時計 - 作曲：ZUN、アレンジ：NKZ
7. 月時計 〜 ルナ・ダイアル - 作曲：ZUN、アレンジ：U2
8. ブクレシュティの人形師 - 作曲：ZUN、アレンジ：NKZ
9. 人形裁判 - 作曲：ZUN、アレンジ：U2
10. ラクトガール 〜 少女密室 - 作曲：ZUN、アレンジ：NKZ
11. ヴワル魔法図書館 - 作曲：ZUN、アレンジ：U2
12. 広有射怪鳥事 〜 Till When? - 作曲：ZUN、アレンジ：NKZ
13. 東方妖々夢 〜 Ancient Temple - 作曲：ZUN、アレンジ：U2
14. 亡き王女の為のセプテット - 作曲：ZUN、アレンジ：NKZ
15. 幽雅に咲かせ、墨染の桜 〜 Border of Life - 作曲：ZUN、アレンジ：NKZ
16. Demystify Feast - 作曲：ZUN
17. 夜が降りてくる 〜 Evening Star - 作曲：ZUN
18. 御伽の国の鬼が島 〜 Missing Power - 作曲：ZUN
19. 夏明き - 作曲：NKZ
20. 東方萃夢想 - 作曲：U2
21. 魔所 - 作曲：NKZ
22. 月輪 - 作曲：NKZ
23. 遍参 - 作曲：NKZ
24. 裏心 - 作曲：NKZ
25. Intermezzo - 作曲：NKZ
26. あゆのかぜ - 作曲：NKZ
27. 森閑 - 作曲：U2
28. 仰空 - 作曲：U2
29. 幽境 - 作曲：U2
30. 珍客 - 作曲：U2
31. 紅夜 - 作曲：U2
32. 戦迅 - 作曲：U2
33. 禍機 - 作曲：U2
34. 砕月 - 作曲：U2

これら楽曲は、黄昏フロンティア制作のオリジナルサウンドトラック『幻想曲抜萃』（コミックマーケット68（8月14日）にて頒布）に収録されている。